# Eophreatoicus kershawi
Eophreatoicus kershawi är en kräftdjursart som beskrevs av Nicholls 1926. Eophreatoicus kershawi ingår i släktet Eophreatoicus och familjen Amphisopidae. Inga underarter finns listade i Catalogue of Life.